# Campeonato Mundial de Voleibol Feminino Sub-19
Campeonato Mundial de Voleibol Feminino Sub-19 é um torneio de voleibol para jogadoras com até 19 anos de idade. É realizado pela Federação Internacional de Voleibol (FIVB) e foi disputado pela primeira vez em Curitiba, em 1989.

## História
A China é a maior campeã desta competição com quatro títulos no total. O Brasil, com três conquistas, aparece na sequência. Com dois ouros aparecem Rússia (também possui um título como União Soviética), Itália, Japão e Estados Unidos. Finalmente, com a posse de uma conquista, aparecem Turquia, Coreia do Sul e Bulgária.
Em 22 de março de 2022, o Conselho de Administração da FIVB publicou decisão da alteração da categoria de idade do torneio, modificando o que antes era sub-18 para sub-19, a fim de equipará-lo ao Campeonato Mundial Sub-19 Masculino.

## Quadro de medalhas
| Ordem | País                 | Medalha de ouro | Medalha de prata | Medalha de bronze | Total |
| ----- | -------------------- | --------------- | ---------------- | ----------------- | ----- |
| 1     | China                | 4               | 1                | 1                 | 6     |
| 2     | Brasil               | 3               | 4                | 3                 | 10    |
| 3     | Rússia               | 3               | 3                | 3                 | 9     |
| 4     | Itália               | 2               | 3                | 4                 | 9     |
| 5     | Estados Unidos       | 2               | 3                | 1                 | 6     |
| 6     | Japão                | 2               | 1                | 1                 | 4     |
| 7     | Turquia              | 1               | 2                | 0                 | 3     |
| 8     | Coreia do Sul        | 1               | 0                | 2                 | 3     |
| 9     | Bulgária             | 1               | 0                | 0                 | 1     |
| 10    | Sérvia               | 0               | 1                | 1                 | 2     |
| 11    | República Dominicana | 0               | 1                | 0                 | 1     |
| 12    | Polônia              | 0               | 0                | 2                 | 2     |
| 13    | Bélgica              | 0               | 0                | 1                 | 1     |